# Acropyga silvestrii
Acropyga silvestrii é uma espécie de formiga do gênero Acropyga, pertencente à subfamília Formicinae.